# コッリ・アル・メタウロ
コッリ・アル・メタウロ（伊: Colli al Metauro）は、イタリア共和国マルケ州ペーザロ・エ・ウルビーノ県にある、人口約12,000人の基礎自治体（コムーネ）。
コムーネ統廃合 (it:Fusione di comuni italiani) により、2017年1月1日にモンテマッジョーレ・アル・メタウロ, サルターラ, セッルンガリーナが合併して新自治体が発足した。

## 地理

### 位置・広がり

#### 隣接コムーネ
隣接するコムーネは以下の通り。
- カルトチェート
- モンバロッチョ
- モンダーヴィオ
- モンテフェルチーノ
- ペーザロ
- サンティッポーリト
- テッレ・ロヴェレスケ

### 気候分類・地震分類
コッリ・アル・メタウロにおける、イタリアの地震リスク階級 (it) は、zona 2 (sismicità media) に分類される。

## 行政

### 分離集落
コッリ・アル・メタウロには、以下の分離集落（フラツィオーネ）がある。
- Bargni, Beato Sante, Borgaccio, Calcinelli, Fiordipiano, モンテマッジョーレ・アル・メタウロ, Pozzuolo, サルターラ, San Liberio, セッルンガリーナ, Tavernelle, Villanova.